# Ven (isla)
Ven (en danés y sueco antiguo: Hven) es una pequeña isla sueca en el estrecho de Öresund, entre Escania y Selandia (Dinamarca). Está situada en el municipio de Landskrona, provincia de Escania. La isla tiene 371 habitantes y una superficie de 7,5 kilómetros cuadrados. Durante la década de 1930, la población estuvo en su apogeo, con aproximadamente 1300 habitantes. Hay cuatro pueblos en la isla: Bäckviken, Tuna By, Norreborg y Kyrkbacken.
La isla estuvo históricamente bajo dominio danés, pero se convirtió en parte de Suecia en 1658, como el resto de Escania que fue cedida a Suecia por el Tratado de Roskilde.